# Kontrastive Linguistik
Die kontrastive Linguistik ist ein Teilbereich der vergleichenden Sprachwissenschaft, in der zwei oder mehrere Sprachsysteme verglichen werden, um Gemeinsamkeiten und Unterschiede zu beschreiben. Kontrastive Studien können sich mit verschiedenen Sprachebenen beschäftigen, z. B. mit Unterschieden und Gemeinsamkeiten mehrerer Sprachen im Lautinventar (Phonologie), in der Wortbildung (Morphologie) oder im Satzbau (Syntax). Weitere Arbeitsbereiche sind die kontrastive Pragmatik, kontrastive Textlinguistik und kontrastive Soziolinguistik.
Das Ziel der kontrastiven Linguistik ist zunächst eine rein deskriptive Erfassung der Unterschiede und Gemeinsamkeiten von Sprachsystemen, aber häufig entstehen durch die Zusammenarbeit mit anderen Disziplinen wie der Lernforschung auch wichtige Ergebnisse für den Fremdsprachenunterricht.

## Terminologie
Neben dem Terminus „kontrastive Linguistik“ findet man auch die Bezeichnungen „kontrastive Analyse“, „kontrastive Grammatik“, „Sprachvergleich“ und „komparative Linguistik“. In Publikationen aus Polen und der DDR findet man auch den Begriff „konfrontative Linguistik“.

## Abgrenzung zu anderen Teilbereichen der Sprachwissenschaft
Im Gegensatz zur Sprachtypologie, die möglichst viele Sprachsysteme im Hinblick auf linguistische Universalien untersucht und klassifiziert, konzentriert sich die kontrastive Linguistik auf wenige Sprachen. Häufig werden nur zwei Sprachen kontrastiv gegenübergestellt. Außerdem ist die kontrastive Linguistik eher an der detaillierten Beschreibung und dem Vergleich einzelner Phänomene interessiert, weniger an der überblicksartigen Darstellung wie die Sprachtypologie. Während die Sprachtypologie das Ziel hat, Sprachen zu typisieren und zur linguistischen Theoriebildung beitragen will, ist die kontrastive Linguistik anwendungsorientiert: Die kontrastive Linguistik zielt darauf ab, durch den Sprachvergleich Erkenntnisse zu gewinnen, welche Phänomene beim Fremdsprachenlernen Lernschwierigkeiten bereiten. Die Hypothese, dass sprachliche Unterschiede Lernschwierigkeiten bedeuten, geht vor allem auf den amerikanischen Sprachwissenschaftler Robert Lado zurück.
Im Gegensatz zur vergleichenden Sprachwissenschaft, die diachronisch orientiert ist und Verwandtschaftsverhältnisse zwischen verschiedenen Sprachen aufdecken will, ist die kontrastive Linguistik synchronisch orientiert: Das Hauptinteresse liegt im Vergleich von aktuellen Sprachen und ihren linguistischen Phänomenen ohne Berücksichtigung der Sprachgeschichte oder Verwandtschaftsbeziehungen von Sprachen.
Die Sprachkontaktforschung befasst sich mit sprachlichen Phänomenen, die entstehen, wenn Sprecher von zwei angrenzenden Sprachgemeinschaften miteinander in Kontakt treten und sich  beeinflussen. Die Sprachkontaktforschung kann als Teilbereich der kontrastiven Linguistik gesehen werden.

## Forschungsgebiet

### Grundannahmen
Die kontrastive Linguistik geht von den folgenden Grundannahmen aus:
- Jede Sprache hat ihre spezifischen Eigenheiten. Gemeinsamkeiten zwischen Sprachen führen beim Sprachlernen zu positiven Effekten (positiver Transfer). Unterschiede zwischen Sprachen können zu Fehlern führen (Interferenz). Lerner müssen also hauptsächlich die Unterschiede zwischen der Muttersprache und der Fremdsprache meistern.
- Eine detaillierte kontrastive Analyse der Sprachen liefert eine Sammlung von Gemeinsamkeiten und Unterschieden.
- Die kontrastive Analyse liefert Voraussagen für besonders leichte und besonders schwierige Phänomene für Lerner und erlaubt es, passende Lehrmaterialien und -techniken für den Fremdsprachenunterricht zu entwickeln.[12]

### Methodik
Sprachen werden bilateral (auch multilateral, gegenseitig) oder unilateral (von einer zur anderen Sprache) in einem bestimmten Phänomen (z. B. Monatsnamen) miteinander konfrontiert und in ihren Gemeinsamkeiten und Unterschieden beschrieben.
Die Phänomene in den Sprachen können dabei konvergent, divergent oder äquivalent sein.

## Wissenschaftsgeschichte
Die kontrastive Linguistik hat ihren Ursprung in den 60er und 70er Jahren des 20. Jahrhunderts als neue Grundlage für einen effektiveren Fremdsprachenunterricht. Ausgangspunkt war die Erkenntnis, dass ein Fremdsprachenlehrbuch effektiver ist, das auf die Unterschiede und Gemeinsamkeiten der Fremdsprache mit der Muttersprache der Lernenden hinweist. Zu diesem Zweck benötigte man zunächst theoretische Erkenntnisse, die die kontrastive Linguistik liefern sollte.
Bald geriet die kontrastive Linguistik in die Kritik, weil sie zu viele andere Faktoren außer dem Kontrast zwischen Sprachen vernachlässigte. So spielt beim Spracherwerb auch eine Rolle, ob es sich um Erst-, Zweit- oder Fremdspracherwerb handelt. Ferner wird der Spracherwerb auch durch das Alter des Lerners und sein Wissen beeinflusst. Obwohl in den 70er und 80er Jahren einige Einführungen in die kontrastive Linguistik entstanden, machte die kontrastive Linguistik wenige Fortschritte, denn es wurden nur sehr wenige umfassende kontrastive Analysen verschiedener Sprachen veröffentlicht. Ein Impuls für die kontrastive Linguistik ging ab den 90er Jahren des 20. Jahrhunderts von der Entstehung von Lernerkorpora und Parallelkorpora aus, aufgrund dessen einige kontrastive Studien entstanden. Seit den 90er Jahren kann man auch von einem Revival der kontrastiven Linguistik sprechen, was unter anderem durch die Gründung der Zeitschrift Languages in Contrast im Jahr 1999 reflektiert wird.
Ab den 2000er Jahren findet man außerdem kontrastive Analysen von sprachlichen Phänomenen im Internet.